# Vilhelm Waldau
Vilhelm Waldau, död 1654, var en svensk hovtrumpetare.

## Biografi
Vilhelm Waldau spelade trumpet och arbetade som hovtrumpetare.

### Familj
Waldau gifte sig första gången med Elisabet Dramberg. De fick tillsammans dottern Regina Waldou (död 1711) som var gift med orgelbyggaren Frans Bohl i Stockholm.
Waldau var gift med andra gången med Anna von der Linde (död 1679), dotter till kammarrådet Erik von der Linde och Helena Huusman. Efter Waldaus död gifte von der Linde om sig med köksmästaren Didrik Mein.